# 이찬욱
이찬욱(異燦煜, 2003년 2월 3일 ~ )는 대한민국의 축구 선수로, 포지션은 센터백, 수비형 미드필더이며, 경남 FC 소속으로 현재 김천 상무로 군 복무 중이다.

## 참고 자료
- '극적 합류' 이찬욱, 멀티플레이어의 가치를 증명하라